# Зарбдорський джамоат
Зарбдо́рський джамоат (тадж. Ҷамоат Зарбдор) — джамоат у складі Кулобського району Хатлонської області Таджикистану.
Адміністративний центр — село Зарбдор.
Населення — 20015 осіб (2010; 20525 в 2009).
До складу джамоату входять 12 сіл:
| Населений пункт         | Стара назва | Населення, осіб (2009) | Населення, осіб (2010) |
| ----------------------- | ----------- | ---------------------- | ---------------------- |
| Андароб                 | Лілікутал   | 1513                   | 1527                   |
| Ґулістон                | Гулістан    | 1115                   | 1103                   |
| Давлатобод              | -           | 116                    | 116                    |
| Зарбдор                 | Лілікутал   | 2242                   | 1953                   |
| імені Ватаншо Шамсова   | -           | 1678                   | 1523                   |
| імені Мадінома Ібронова | Лоука       | 1200                   | 1258                   |
| Маргак                  | Гульбог     | 577                    | 574                    |
| Кухнашахр               | Куняшаар    | 3790                   | 3876                   |
| Панджосійобі-Боло       | Бештегірмон | 1927                   | 1622                   |
| Панджосійобі-Пойон      | Бештегірмон | 1299                   | 1338                   |
| Сарі-Осійоб             | Сарисіоб    | 1888                   | 1947                   |
| Файзобод                | Зарбдор     | 2079                   | 2131                   |